# Procurator pro legato
Il procurator pro legato fu una carica straordinaria assegnata ai procuratori presidiali nell'Alto impero romano (I-III secolo). Normalmente i procuratori-governatori portavano il semplice titolo di procurator Augusti, seguito dal nome della provincia che reggevano per volontà dell'imperatore.

## Funzioni
I procuratores Augusti avevano i massimi poteri sulla provincia, sia di natura amministrativa e giudiziaria che tributaria. I procuratori presidiali, tuttavia, non avevano a disposizione sul proprio territorio truppe cittadine, le legioni.
Secondo la dottrina più datata, qualora fosse necessario,  per l'invio di vexillationes legionarie sottoposte al procuratore imperiale, quest'ultimo avrebbe necessitato di un'ulteriore assegnazione di potere (imperium militiae) che trovava la propria formalizzazione nella concessione del titolo di procurator pro legato.
Più recentemente, si è al contrario postulato che il titolo di procurator pro legato fosse il titolo di tutti i procuratori governatori (procuratore con funzioni da legatus Augusti pro praetore) e che la sua comparsa o meno nelle iscrizioni sia da imputare unicamente a ragioni epigrafiche e che non abbia nulla a che vedere con l'invio di truppe legionarie.
La provincia in cui compare con più frequenza questo titolo in epigrafia è la Mauretania (Cesariense e Tingitana).